# إيسا ليبولا
إيسا ليبولا (بالفنلندية: Esa Lepola)‏ (مواليد 25 سبتمبر 1948) هو سبّاح فنلندي، مثّل بلاده في الألعاب الأولمبية الصيفية 1964.

## روابط خارجية
إيسا ليبولا على موقع الاتحاد الدولي للسباحة (الإنجليزية)
- إيسا ليبولا على موقع أوليمبيديا (الإنجليزية)